# 戰遊網芝加哥-巴爾的摩
戰遊網芝加哥-巴爾的摩（英文：Wargaming Chicago-Baltimore），旧称战游网西方（英文：Wargaming West），是戰遊網旗下的開發工作室之一，前身為Day 1 Studios。總部位於美國芝加哥以及巴爾的摩。
曾經與FASA 工作室合作開發它們的前兩款遊戲《機甲先鋒》和《機甲先鋒2：孤狼》，此系列作被微軟用於推廣Xbox Live服務。並與Monolith合作將該公司旗下的《戰慄突擊》移植開發到Xbox 360和PlayStation 3主機。
在2006年與LucasArts簽署一項協議，開發科幻類型遊戲《破碎戰爭》。此款遊戲的媒體評價褒貶不一。2010年，華納兄弟互動娛樂公開《戰慄突擊》系列第三個作品《戰慄突擊 3》將由Day 1 Studios開發，初期宣傳時標題使用《F.3.A.R》，後來證實這標題只適用於廣告宣傳。當時與Konami的開發計畫因而被取消，然而有多達100多名（與該計畫相關的員工）被遣散，而團隊其餘員工則轉移至開發免費玩機甲線上遊戲《Reign of Thunder》團隊。
2013年1月29日，開發《戰車世界》的戰遊網宣布耗資两千萬美元收購Day 1 Studios，並改名為战游网西方。包含《Reign of Thunder》的所有權，目前這款遊戲現況仍在審議中。
2014年1月，改名為战游网芝加哥-巴尔的摩。

## 遊戲列表
| 年份 | 標題             | 平台 | 平台 | 平台 | 平台 |
| 年份 | 標題             | PS3  | Win  | Xbox | X360 |
| ---- | ---------------- | ---- | ---- | ---- | ---- |
| 2002 | 機甲先鋒         | 否   | 否   | 是   | 否   |
| 2004 | 機甲先鋒2：孤狼  | 否   | 否   | 是   | 否   |
| 2006 | 戰慄突擊         | 是   | 是   | 否   | 是   |
| 2008 | 破碎戰爭         | 是   | 否   | 否   | 是   |
| 2011 | 戰慄突擊3        | 是   | 是   | 否   | 是   |
| TBA  | Reign of Thunder | 否   | 是   | 否   | 否   |
| 2014 | 坦克世界主机版   | 是   | 是   | 是   | 是   |